# Toby Haynes
Toby Haynes é um cineasta britânico, conhecido pela participação em Doctor Who, Sherlock e Black Mirror.